# Palicourea croceoides
Palicourea croceoides là một loài thực vật có hoa trong họ Thiến thảo. Loài này được Ham. mô tả khoa học đầu tiên năm 1825.